# Regiunea Tomsk
Regiunea Tomsk este un teritoriu din Siberia cu statut de subiect federal al Rusiei. Capitala regiunii este orașul Tomsk.

## Istorie
Dezvoltarea teritoriului regiunii a început la sfârșitul secolului al XVI - lea-începutul secolului al XVII-lea. Cea mai veche așezare din regiune este satul (fostul oraș) Narym, fondat în 1596.
Centrul administrativ al regiunii, orașul Tomsk, a fost fondat în 1604. În viitor, devine centrul administrativ al Județului Tomsk [28]. Din 1708 până în 1782, Județul a făcut parte din provincia Siberiană. În 1782, pentru prima dată (prin decizia împărătesei Ecaterina cea mare) [sursa nespecificată 314 zile], Regiunea Tomsk a fost formată ca parte a viceregatului Tobolsk din Regatul Siberian. Regiunea Tomsk era formată din județele Achinsk, Yenisei, Kansk, Narym, Tomsk și Turukhansky. 
Din 1796 până în 1804, Regiunea Tomsk a făcut parte din provincia Tobolsk. În 1804, SA format provincia Tomsk, care a existat până în 1925, când a devenit parte a teritoriului Siberian (din 1930 - teritoriul Siberian de Vest). Provincia Tomsk, ocupând un vast teritoriu de la Insulele țării nordice din nord până la Semipalatinsk din sud, a inclus inițial opt județe (mai târziu districte): Biysk, Yenisei, Kainsky, Krasnoyarsk, Kuznetsky, Narymsky, Tomsk și Turukhansky.
După abolirea diviziunii în volosturi, județe și provincii din Rusia Sovietică, teritoriul regiunii moderne Tomsk a făcut parte succesiv din districtele Tomsk și Narym, mai întâi din teritoriul Siberian, apoi din teritoriul Siberian de Vest și regiunea Novosibirsk. 
Regiunea Tomsk a fost reînființată la 13 August 1944 prin separarea unei părți din districtele fostelor districte Tomsk și Narym de regiunea Novosibirsk (cu pierderea unei părți din districtele sudice care au devenit parte a regiunii Kemerovo nou formate).
La 26 iunie 1967, regiunea a primit Ordinul lui Lenin.
La 26 iulie 1995, a fost adoptată Carta regiunii Tomsk.

## Geografie
Mare parte din suprafața de 316,900 km² este inaccesibilă datorită taigalei și mlaștinilor. Regiunea Tomsk se învecinează cu regiunile Krasnoiarsk, Tiumen, Omsk, Novosibirsk și Kemerovo.
Bogățiile naturale ale regiunii sînt reprezentate de țiței, gaz natural, metale feroase și neferoase, turbă. Pădurile sînt de asemenea o bogăție naturală importantă.
1. ↑  „History of Tomsk”. Arhivat din original la 4 februarie 2007. Accesat în 18 februarie 2022.